# Riksväg 11, Estland
Riksväg 11 är en primär riksväg i Estland som utgör en del av Europaväg 265. Vägen är 38 kilometer lång och utgör en ringled kring huvudstaden Tallinn.
Riksväg 11 ansluter till:
- Riksväg 1/Europaväg 20 (i Tallinn)
- Riksväg 2/Europaväg 263 (vid Jüri)
- Riksväg 15 (vid Luige)
- Riksväg 4/Europaväg 67 (vid Saue)
- Riksväg 8/Europaväg 265 (vid Keila)

## Galleri

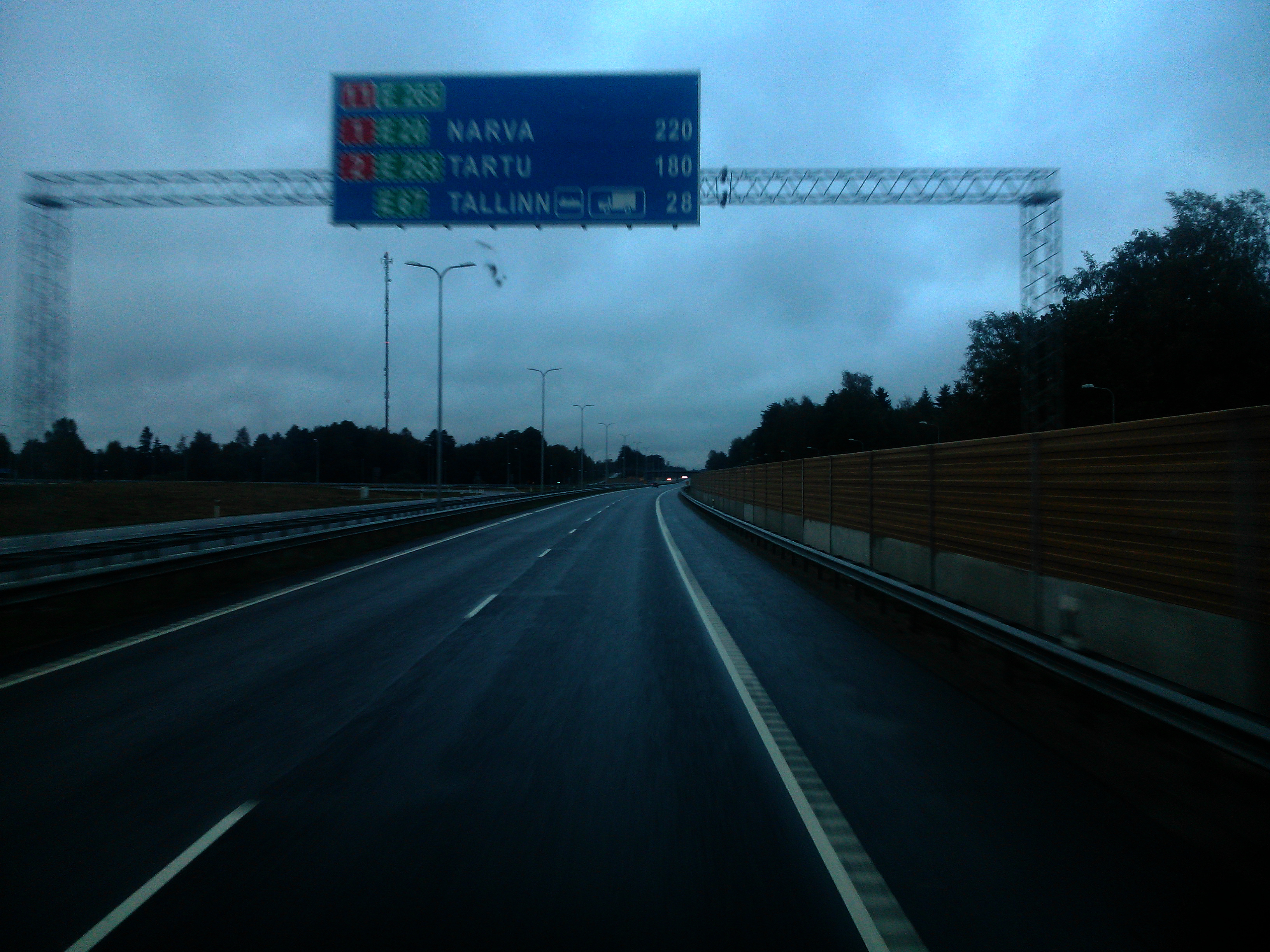
Riksväg 11 vid Luige.
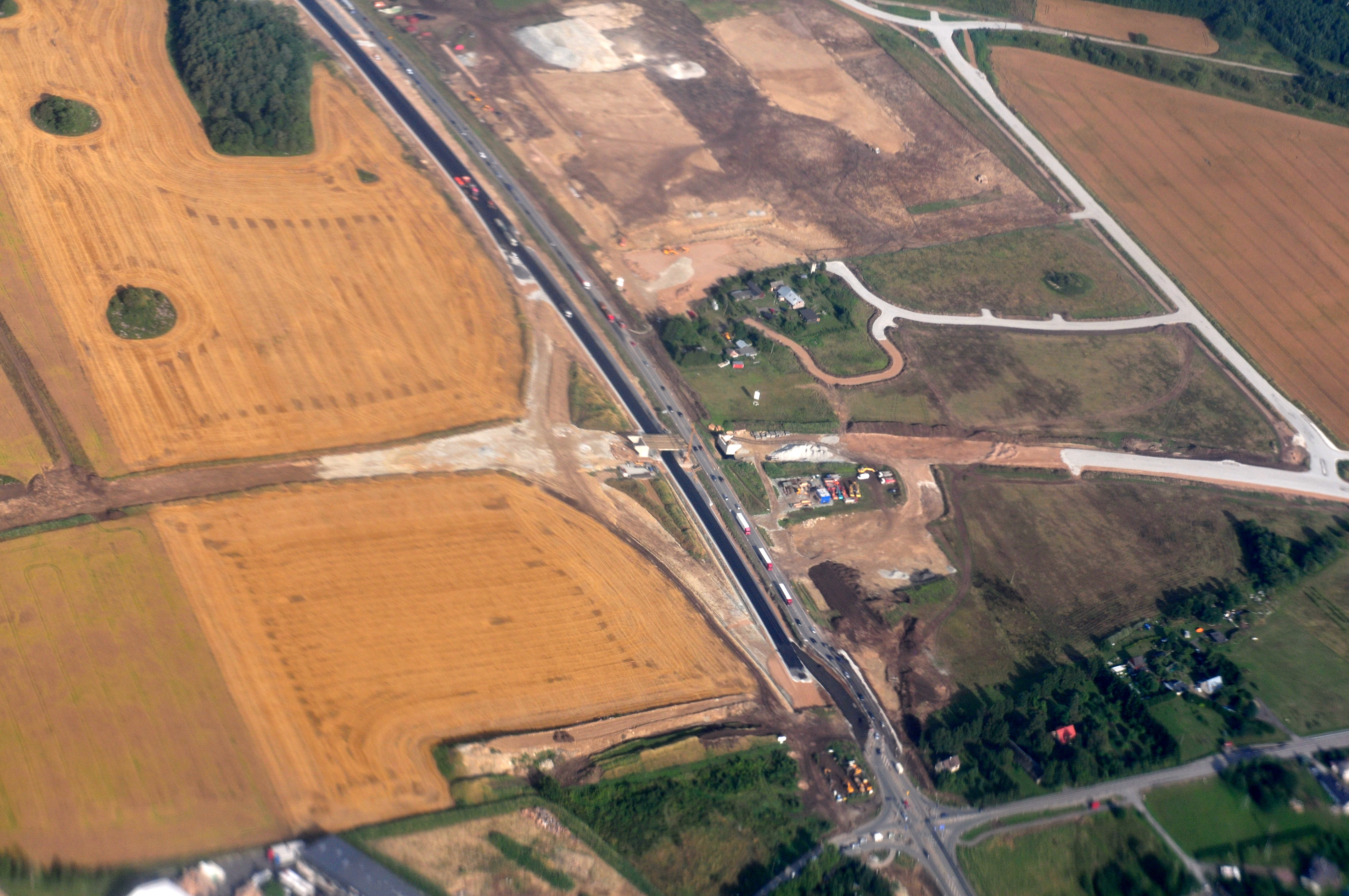
Ombyggnad till tvåfilig väg vid Kurna (2014).